# کارل سی. اسکایلر
کارل سی. اسکایلر (به انگلیسی: Karl C. Schuyler) (تلفظ: ‎/ˈskaɪlər/‎) سناتور سابق عضو حزب جمهوری‌خواه ایالات متحده آمریکا بود. وی در سال ۱۹۳۲ تا ۱۹۳۳ میلادی سناتور ایالت کلرادو در سنای ایالات متحده آمریکا بود.